# Maverick City Music
Maverick City Music es un colectivo estadounidense de música de adoración contemporánea fundado por Tony Brown y Jonathan Jay originario de Atlanta. 
El colectivo hizo su debut en 2019 con el lanzamiento de dos obras extendidas, Maverick City, Vol. 1 y Maverick City, Vol. 2. En 2020, Maverick City Music lanzó dos álbumes en vivo: Maverick City, Vol. 3 Pt. 1 y Maverick City, Vol. 3 Pt. 2 , y el primero presenta los sencillos «Man of Your Word» y «Promises». Posteriormente, el colectivo lanzó su primer EP colaborativo con Upperroom, You Hold It All Together (2020), al que siguió el EP con temática navideña, Maverick City Christmas (2020). En 2021, Maverick City Music lanzó varios proyectos, siendo el más destacable su segundo EP colaborativo con Upperroom, Move Your Heart; un álbum colaborativo con Elevation Worship titulado Old Church Basement que contenía las exitosas canciones «Jireh», «Talking to Jesus» y «Wait on You»; y Jubilee: Juneteenth Edition, que logró un éxito comercial y obtuvo elogios generalizados de la crítica.
Los reconocimientos de Maverick City Music incluyen 5 premios Grammy, 4 premios GMA Dove, 1 premio Billboard Music y 1 premio Soul Train Music.

## Historia
Maverick City Music se lanzó en 2018. Después de organizar diecisiete campamentos de composición que reunieron a más de cien artistas y compositores cristianos, el resultado fue la creación de más de cien canciones y se inició un sello.   Tony Brown y Jonathan Jay tenían la intención de crear un espacio para la diversidad al incluir a creativos que a menudo están marginados, como los afrodescendientes y las mujeres que son cantantes y compositoras de música cristiana, y llamar la atención sobre sus voces y habilidades.  Maverick City Music lanzó su primera obra extendida, Maverick City, vol. 1, el 29 de julio de 2019. El EP debutó en la lista Top Gospel Albums de Billboard en el número diez. El 12 de noviembre de 2019, Maverick City Music lanzó su siguiente EP, Maverick City, vol. 2 . El lanzamiento debutó en el puesto 35 en la lista de los mejores álbumes cristianos de Billboard .
El 17 de abril de 2020, Maverick City Music lanzó su álbum debut, Maverick City Vol. 3 Parte 1, de forma independiente.  En los Estados Unidos, el álbum debutó en el número seis en las listas Top Christian Albums y en el número dos en las listas Top Gospel Albums.   Maverick City, Vol. 3 Parte 1 también debutó en el puesto 15 en la lista oficial de álbumes cristianos y gospel en el Reino Unido. El 27 de julio de 2020, Maverick City Music anunció que la canción «Man of Your Word» que cuenta con Chandler Moore y KJ Scriven,llegaría a las estaciones de radio cristianas el 21 de agosto de 2020, siendo su sencillo radiofónico debut.  «Man of Your Word» alcanzó el puesto 18 en la lista Hot Christian Songs y pasó un total de veintiséis semanas no consecutivas en la lista. Maverick City Music obtuvo dos nominaciones para los premios GMA Dove Awards 2020, con «Promises» nominada en el premio Canción Grabada del Año de Adoración Gospel y Maverick City Vol. 3 Part 1 está nominado en el premio Álbum de Adoración Gospel del Año.
El 9 de octubre de 2020, el colectivo lanzó su segundo álbum de estudio, Maverick City, Vol. 3 Parte 2.  El álbum debutó en el número cuatro en Top Christian Albums y en el número dos en las listas Top Gospel Albums en los Estados Unidos.   Maverick City, Vol. 3 Parte 2 también debutó en el número ocho en la lista oficial de álbumes cristianos y gospel en el Reino Unido.  Maverick City Music y Upperroom lanzaron su primera obra extendida colaborativa titulada You Hold It All Together, el 20 de noviembre de 2020.  You Hold It All Together debutó en el número veinte de los mejores álbumes cristianos y en el número dos de las listas de mejores álbumes de gospel en los Estados Unidos.   Maverick City Music lanzó una obra extendida con temática navideña titulada Maverick City Christmas una semana después, el 27 de noviembre de 2020  Maverick City Christmas debutó en el número cuatro en las listas de mejores álbumes de gospel en los Estados Unidos. 
El 29 de enero de 2021, Maverick City Music y Upperroom lanzaron su segunda obra extendida colaborativa titulada Move Your Heart .  Move Your Heart debutó en el puesto 15 en Top Christian Albums y en el número uno en las listas Top Gospel Albums en los Estados Unidos.  El 26 de febrero de 2021, el colectivo lanzó una obra extendida titulada Jubilee.  Jubilee debutó en el puesto 14 en Top Christian Albums y en el número dos en las listas Top Gospel Albums en los Estados Unidos.  El 12 de marzo de 2021, Maverick City Music lanzó su primer sencillo en español, «Acercame», que presenta a Johnny Peña y Laila Olivera como sencillo principal de su primer álbum en español, Como En El Cielo .  Como En El Cielo fue lanzado el 19 de marzo de 2021. 
El 26 de marzo de 2021, Elevation Worship y Maverick City Music lanzaron un sencillo promocional titulado «Jireh» que presenta a Chandler Moore y Naomi Raine,  en el período previo al lanzamiento de su primer álbum colaborativo, Old Church Basement  Esta canción alcanzó el puesto número ocho en la lista Hot Christian Songs de EE. UU.,  y debutó en el número uno en la lista Hot Gospel Songs.  El 9 de abril de 2021, Elevation Worship y Maverick City Music lanzaron «Talking to Jesus», que presenta a Brandon Lake como el segundo sencillo promocional de Old Church Basement.  «Talking to Jesus» debutó en el número nueve en la lista Hot Christian Songs de EE. UU. y en el número uno en la lista Hot Gospel Songs.  El 23 de abril de 2021, Elevation Worship lanzó «Wait on You», que presenta a Dante Bowe y Chandler Moore como el tercer sencillo promocional de Old Church Basement .  Elevation Worship y Maverick City Music lanzaron Old Church Basement el 30 de abril de 2021,  y también lanzaron el video musical de la canción «Build Your Church», que presenta a Naomi Raine y Chris Brown, en YouTube.  Old Church Basement debutó en el número 30 de la lista principal Billboard 200,  mientras que también se ubicó en el número uno en la lista Top Christian Albums y en la lista Top Gospel Albums en los Estados Unidos con 19.000 unidades de álbumes equivalentes vendidas en la primera semana, y Nueve pistas del álbum también se ubican en el sector de los diez primeros de la lista Hot Gospel Songs. Old Church Basement también debutó en el número dos en la lista oficial de álbumes cristianos y gospel en el Reino Unido.  El álbum también logró posiciones en las listas principales de Australia,  Canadá,  Nueva Zelanda,  y Suiza.  Maverick City Music lanzó «Promises» con Joe L. Barnes y Naomi Raine como sencillo el 3 de mayo de 2021.  «Promises» alcanzó el número uno en las listas Hot Christian Songs y Hot Gospel Songs.  En mayo de 2021, Maverick City Music anunció su primera gira como cabeza de cartel, denominada Welcome to Maverick City Tour, que visitará doce ciudades de los Estados Unidos durante el otoño de 2021 
El 2 de junio de 2021, Maverick City Music anunció que se estaban preparando para el lanzamiento de su siguiente proyecto, Jubilee: Juneteenth Edition.  El 4 de junio de 2021, Maverick City Music lanzó " Breathe " con Jonathan McReynolds y Doe como sencillo principal de Jubilee: Juneteenth Edition.  "Breathe" alcanzó el puesto 31 en la lista Hot Christian Songs,  y el número diez en la lista Hot Gospel Songs.  Jubilee: Juneteenth Edition se lanzó el 18 de junio de 2021, para celebrar el Juneteenth, que se convirtió en un feriado federal oficial en los Estados Unidos.  Jubilee: Juneteenth Edition debutó en el número ocho en Top Christian Albums y en el número dos en Top Gospel Albums en los Estados Unidos, con 3000 unidades de álbumes equivalentes obtenidas.  Jubilee: Juneteenth Edition también debutó en el número cinco en la lista oficial de álbumes cristianos y gospel en el Reino Unido.  El 23 de julio de 2021, Maverick City Music junto con Tribl lanzaron un álbum colaborativo en vivo llamado Tribl I.  Tribl I debutó en el número diez en Top Christian Albums,  y en el número tres en Top Gospel Albums,  en los Estados Unidos. El 1 de octubre de 2021, Maverick City Music lanzó su segundo álbum en español, Venga Tu Reino .  El 30 de noviembre de 2021, Maverick City Music lanzó su segunda grabación navideña, A Very Maverick Christmas .  A Very Maverick Christmas debutó en el número nueve en Top Christian Albums,  y en el número tres en Top Gospel Albums,  en los Estados Unidos. A Very Maverick Christmas también debutó en el número cinco en la lista oficial de álbumes cristianos y gospel en el Reino Unido. 
En los premios GMA Dove 2021, Maverick City Music recibió tres nominaciones: Artista nuevo del año, Canción grabada de adoración del año por "Jireh" junto a Elevation Worship, Chandler Moore y Naomi Raine, y Álbum de adoración del año por Old Church Basement. junto con Elevation Worship;  el colectivo ganó los premios GMA Dove como Artista Nuevo del Año y Álbum de Adoración del Año por Old Church Basement con Elevation Worship.  En los Premios Grammy 2022, Maverick City Music recibió cuatro nominaciones en las categorías cristiana y gospel, y finalmente ganó el premio Grammy al Mejor Álbum de Música Cristiana Contemporánea por Old Church Basement con Elevation Worship.  Maverick City Music también interpretó "Jireh" en los Premios Grammy 2022, convirtiéndose en el primer grupo de gospel cristiano en actuar en la entrega de los Premios Grammy en 20 años. En los Billboard Music Awards 2022, Maverick City Music recibió seis nominaciones en las categorías cristiana y gospel.
El 3 de enero de 2022, Maverick City Music lanzó «Firm Foundation (He Won't)» con Chandler Moore y Cody Carnes como sencillo.  "Firm Foundation (He Won't)" alcanzó el puesto 33 en la lista Hot Christian Songs,  y en el número diez en la lista Hot Gospel Songs.  El 11 de febrero de 2022, el colectivo lanzó el EP Breathe, en conmemoración del Mes de la Historia Afroamericana .  Breathe debutó en el puesto 16 en Top Christian Albums,  y en el número cuatro en Top Gospel Albums,  en los Estados Unidos. En marzo de 2022, Maverick City Music y Kirk Franklin anunciaron que se embarcarán en la Kingdom Tour, con un álbum de colaboración titulado Kingdom que los artistas lanzarán inicialmente una vez concluida la gira.  Maverick City Music lanzó «Worthy of My Song (Worthy of It All)» con Phil Wickham, Chandler Moore y el Mav City Gospel Choir como sencillo el 8 de abril de 2022.  «Worthy of My Song (Worthy of It All)» alcanzó el puesto 27 en la lista Hot Christian Songs,  y en el número 11 en la lista Hot Gospel Songs. El 29 de abril de 2022, Maverick City Music y Tribl lanzaron su segundo álbum colaborativo en vivo, Tribl Nights Anthologies. Tribl Nights Anthologies debutó en el puesto 41 en Top Christian Albums, y en el número seis en Top Gospel Albums, en los Estados Unidos.
El 20 de mayo de 2022, Maverick City Music y Kirk Franklin anunciaron que lanzarán un álbum colaborativo titulado Kingdom Book One el 17 de junio de 2022,  lanzando simultáneamente " Kingdom " con Naomi Raine y Chandler Moore como el primer sencillo promocional del álbum ese mismo día.  "Kingdom" alcanzó el puesto 17 en la lista Hot Christian Songs,  y en el número seis en la lista Hot Gospel Songs.  El 3 de junio de 2022, Maverick City Music y Kirk Franklin lanzaron " Bless Me " como el segundo sencillo promocional de Kingdom Book One .  "Bless Me" alcanzó el puesto 19 en la lista Hot Christian Songs,  y el número ocho en la lista Hot Gospel Songs.  El colectivo también apareció en " God Really Loves Us " de Crowder y Dante Bowe, sencillo que se lanzó el 3 de junio de 2022.  "God Really Loves Us" alcanzó el puesto número tres en la lista Hot Christian Songs,  y el número uno en la lista Hot Gospel Songs.  Maverick City Music lanzó su tercer álbum en español, Simple Adoración, el 10 de junio de 2022.  Kingdom Book One se publicó el 17 de junio de 2022.  Kingdom Book One debutó en el número 151 en la lista Billboard 200,  mientras que apareció en el número dos en las listas Top Christian Albums y Top Gospel Albums en los Estados Unidos, con 5.000 unidades de álbumes equivalentes obtenidas.  Kingdom Book One también debutó en el número cinco en la lista oficial de álbumes cristianos y gospel en el Reino Unido.  El 4 de noviembre de 2022, Maverick City Music lanzó la versión de radio de " Fear Is Not My Future " con Brandon Lake y Chandler Moore.  "Fear Is Not My Future" alcanzó el puesto 13 en la lista Hot Christian Songs,  y el número cinco en la lista Hot Gospel Songs.  " Mary Did You Know? " fue lanzado por Maverick City Music para la radio cristiana de Estados Unidos, impactando el 25 de noviembre de 2022, convirtiéndose en el primer sencillo de A Very Maverick Christmas (2021).  "¿María, sabías?" alcanzó el puesto 23 en la lista Hot Christian Songs,  y el número 11 en la lista Hot Gospel Songs. 
El 26 de septiembre de 2022, Maverick City Music anunció a través de un comunicado en Instagram que habían puesto en pausa su relación profesional con Bowe, citando un comportamiento que era inconsistente con sus valores y creencias fundamentales, cuya naturaleza no se especificó.  Bowe emitió una declaración de disculpa, afirmando que estaba recibiendo consejo y apoyo, al mismo tiempo que se alejaba de las redes sociales y expresaba un nuevo compromiso con el propósito de Dios para su vida. 
En los premios GMA Dove 2022, Maverick City Music recibió siete nominaciones, entre ellas Artista del año, Canción grabada de adoración del año por la versión radiofónica de "Jireh" junto a Chandler Moore y Naomi Raine, Canción grabada del año de adoración gospel por "Breathe " con DOE, Chandler Moore y Jonathan McReynolds, Álbum de gospel contemporáneo del año por Jubilee: Juneteenth Edition y Álbum de adoración gospel del año por Tribl Nights Atlanta junto a Tribl;  el colectivo finalmente ganó los premios GMA Dove por Canción grabada del año de adoración al evangelio y Álbum de adoración al evangelio del año. 
En los premios Grammy 2023, Maverick City Music recibió cinco nominaciones en las categorías cristiana y gospel: Mejor álbum de gospel por Kingdom Book One (Deluxe) con Kirk Franklin, Mejor álbum de música cristiana contemporánea por Breathe, Mejor interpretación/canción de gospel por «Kingdom» con Kirk Franklin, y dos nominaciones a Mejor Interpretación/Canción de Música Cristiana Contemporánea por «Fear Is Not Future» con Kirk Franklin y «God Really Loves Us (Radio Version)» con Crowder y Bowe.  El colectivo finalmente ganó cuatro premios: Mejor Álbum de Gospel, Mejor Álbum de Música Cristiana Contemporánea, Mejor Interpretación/Canción de Gospel y Mejor Interpretación/Canción de Música Cristiana Contemporánea. Los cuatro premios empataron a Beyoncé con la mayor cantidad de premios ganados en los Premios Grammy de 2023.

## Discografía
Álbumes
- Maverick City Vol. 3 Part 1 (2020)
- Maverick City, Vol. 3 Pt. 2 (2020)
- Como En El Cielo (2021)
- Old Church Basement con Elevation Worship (2021)
- Jubilee: Juneteenth Edition (2021)
- Tribl I con Tribl (2021)
- Venga Tu Reino (2021)
- A Very Maverick Christmas (2021)
- Tribl Nights Anthologies con Tribl (2022)
- Simple Adoración (2022)
- Kingdom Book One con Kirk Franklin (2022)

EP
- Maverick City, Vol. 1 (2019)
- Maverick City, Vol. 2 (2019)
- You Hold It All Together with Upperroom (2020)
- Maverick City Christmas (2020)
- Move Your Heart con Upperroom (2021)
- Jubilee (2021)
- Breathe (2022)